# Pras
Prakazrel Samuel Michel, más conocido como Pras (Brooklyn, Nueva York, 19 de octubre de 1972) es un rapero, actor y productor estadounidense. Formó parte del grupo The Fugees, con el que consiguió el éxito en 1996 gracias al álbum The Score, que vendió alrededor de 18 millones de copias en todo el mundo.

## Biografía
Nacido en Brooklyn, Nueva York, y criado en Irvington, Nueva Jersey, Pras cultivó un temprano interés por la música. Cuando tenía 15 años, conoció a Lauryn Hill, mientras ambos asistían a la Columbia High School en Maplewood, Nueva Jersey. En 1988, Pras presentó a Lauryn a Wyclef Jean. Pras Michel, Wyclef Jean y Lauryn Hill comenzaron a ensayar bajo la dirección del productor de Kool and the Gang, Ronald Khalis Bell, y posteriormente formaron un grupo musical llamado The Rap Translators en 1989 (también conocido como Tranzlator Crew.)

## Trayectoria

### Música
En 1994, antes y durante la época en que The Fugees grababa su primer álbum Blunted on Reality, bajo la supervisión de Ronald Khalis Bell, Pras asistió a la Universidad de Rutgers y a la Universidad de Yale, cursando una doble licenciatura en Filosofía y Psicología. En 1996, The Fugees logró un éxito histórico con The Score, que alcanzó el nivel de multiplatino. Pras también se ha forjado una exitosa carrera en solitario, que comenzó con un sencillo de éxito internacional de su primer LP en solitario, Ghetto Supastar (That Is What You Are), con Mýa y Ol' Dirty Bastard. Ghetto Supastar se convirtió en uno de los diez primeros sencillos de 1999, y en el octavo más reproducido; le valió a Pras una actuación en los World Music Awards. El exitoso sencillo se incluyó en la banda sonora de la película Bulworth. Ghetto Supastar estuvo ocho semanas en el Top 5 del Reino Unido, alcanzando el n.º 2 en julio de 1998, y llegó al n.º 15 en Estados Unidos un mes después. Blue Angels, del mismo álbum, fue un éxito en el Top 10 del Reino Unido, alcanzando el n.º 6 en noviembre. Su disco de 2005, Win Lose or Draw, incluía el tema Haven't Found. También en 2005, Wyclef, Hill y Pras anunciaron la vuelta de The Fugees con la grabación del álbum Take It Easy, que salió a la venta en 2006. El primer sencillo se llama igual que el disco, "Take It Easy". Él mismo se hace llamar en muchas canciones "Dirty-Cash" y "Praswell", especialmente con The Fugees.
Pras también participó en el tema Turn You On de la artista sueca DeDe, que se publicó en 2007. Turn You On también fue escrita y producida por Pras Michél. Tras nueve semanas en la lista de sencillos de Suecia, alcanzó el número 2. También ha participado en Pushin del álbum Equalize de Swami, que salió a la venta en 2007.

### Película
Tras su debut con un cameo en el largometraje de 1999 Mystery Men, Pras se interesó por Hollywood. En 2000, Pras protagonizó la película de New Line, Turn It Up. A principios de 2002, apareció en los estrenos de Sony y Urban World, Higher Ed, y Go for Broken, que protagonizó y produjo. También coprotagonizó tres películas de 20th Century Fox en 2007. Entre ellas, Crónicas Mutantes.
En 2006, Pras creó Skid Row, Los Ángeles, un documental sobre su experiencia de nueve días haciéndose pasar por un indigente que vive en el centro de Los Ángeles. Utilizando una cámara oculta, Pras captó la realidad de los sin techo. La película fue producida por Teryn Fogel. Skid Row se estrenó el 24 de agosto de 2007.
En 2009, Pras viajó a Somalia para filmar el documental Paper Dreams, que examina la piratería en la costa africana. Durante el rodaje, los piratas invadieron el barco en el que se encontraba, el MV Maersk Alabama, y tomaron como rehén al capitán del barco. El documental, cuyo estreno estaba previsto para 2014, quedó inconcluso debido a una disputa legal.
En 2015, Pras completó un documental, Sweet Micky For President, que narra el ascenso del músico haitiano Michel Martelly, a través de su elección para luchar contra la corrupción como Presidente de Haití, una campaña electoral que fue fuertemente respaldada por Pras. La película tuvo su estreno mundial en el Festival de Cine de Slamdance de 2015.

### Activismo político
En 2013, Michel se convirtió en uno de los "principales donantes iniciales" de Organizing for Action, un grupo de activismo político formado por asociados de Obama en enero de 2013.

### Problemas legales
El Departamento de Justicia de Estados Unidos acusó a Michel el 10 de mayo de 2019 por su participación en una conspiración criminal que alega que, entre junio y noviembre de 2012, ayudó a la transferencia ilegal de aproximadamente 865.000 dólares de entidades extranjeras a la campaña presidencial de Barack Obama de 2012 como supuestas contribuciones legítimas, robadas del fondo soberano malayo 1Malaysia Development Berhad (1MDB). Finalmente, se alegó que 21 millones de dólares en contribuciones extranjeras a la campaña se canalizaron hacia las elecciones presidenciales de 2012 en EE. UU. para beneficiar al candidato político "A". El Washington Post identificó al "candidato A" como B. Obama.
Michel y el ciudadano malasio (Low) son acusados de llevar a cabo campañas de presión no declaradas bajo la dirección de Low y del Viceministro de Seguridad Pública de la República Popular China, respectivamente, tanto para que se abandonara la investigación sobre la malversación de fondos de 1MDB y los procedimientos de confiscación que implicaban a Low y otros, como para que se enviara a un disidente chino de vuelta a China. Michel y Low también están acusados de conspiración para cometer blanqueo de dinero relacionado con las campañas de influencia extranjera. Michel también está acusado de manipulación de testigos y conspiración para hacer declaraciones falsas a los bancos.

## Discografía

### Álbumes de estudio
- 1998: Ghetto Supastar
- 2005: Win Lose Or Draw

### Sencillos
- 1998: "Ghetto Supastar (That Is What You Are)" (featuring Ol' Dirty Bastard & Mýa)
- 1998: "Blue Angels"
- 1998: "Another One Bites the Dust" (Queen featuring Wyclef Jean, Pras & Free)
- 1999: "What'cha Wanna Do" (featuring The Product & Free), Remix (featuring Kelis & Clipse)
- 1999: "Avenues" (featuring Refugee Camp Allstars)

### Colaboraciones
- 2007: "Pushin'" (Swami featuring Pras and Ishmael)
- 2008: "Le blues de toi" (Melissa M feat. Pras)
- 2008: Si je t'emmene/My Man (Anggun feat. Pras)
- 2010: Watch Out (Jennifer Milan feat. Pras)